# (3221) Changshi
(3221) Changshi est un astéroïde de la ceinture principale.

## Description
(3221) Changshi est un astéroïde de la ceinture principale. Il fut découvert le 2 décembre 1981 à Nanking par l'observatoire de la Montagne Pourpre. Il présente une orbite caractérisée par un demi-grand axe de 2,20 UA, une excentricité de 0,15 et une inclinaison de 3,7° par rapport à l'écliptique.

## Compléments